# St. Sebastian (Rambach)

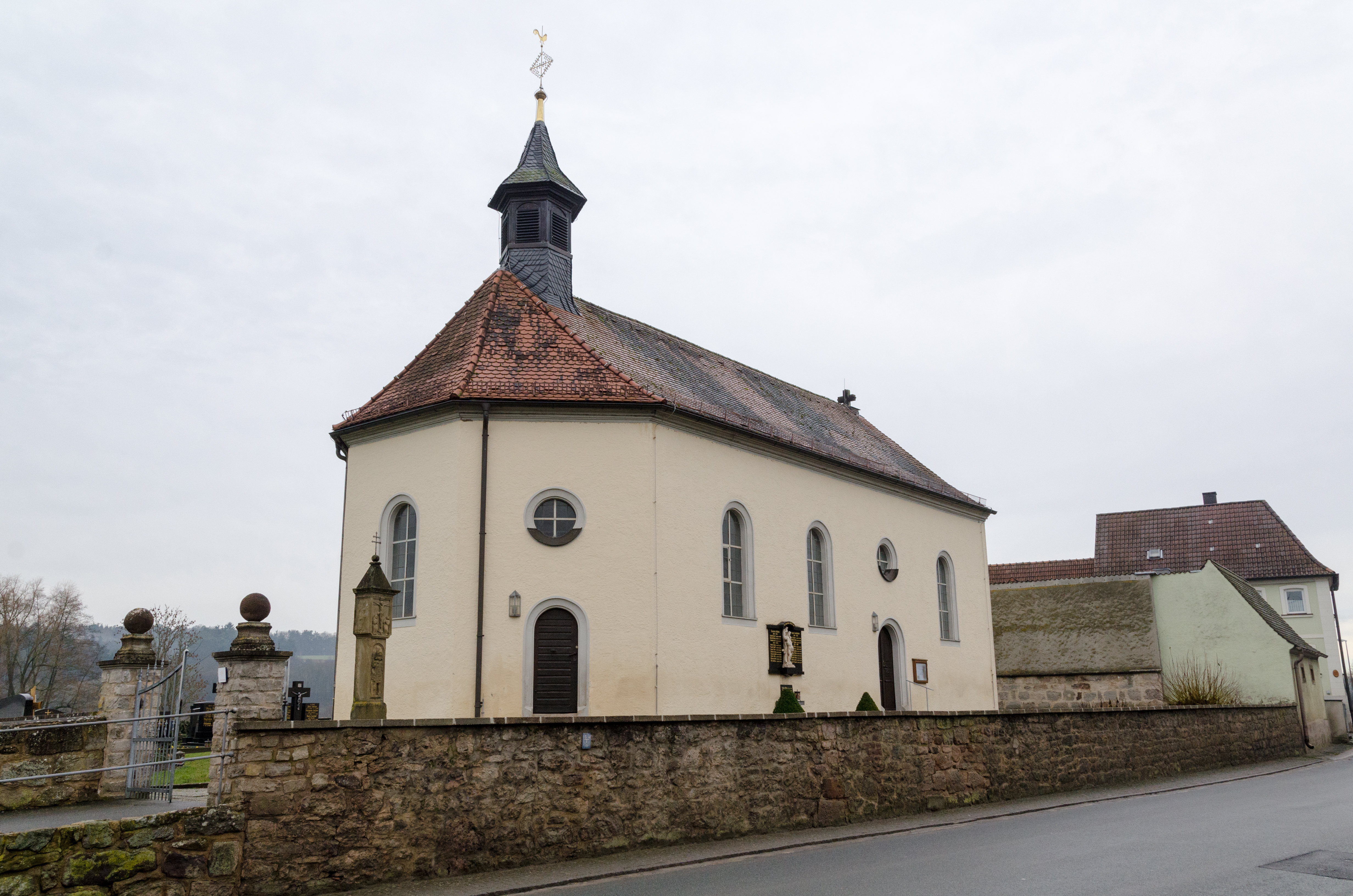
St. Sebastian in Rambach

Die römisch-katholische, denkmalgeschützte Filialkirche St. Sebastian steht in Rambach, einem Gemeindeteil der Stadt Schlüsselfeld im oberfränkischen Landkreis Bamberg (Bayern). Etwa zwischen 1400 und 1480 entstand in Rambach der Vorgängerbau, eine Kapelle. Die Kirche gehört zur Pfarrei Schlüsselfeld im Seelsorgebereich Dreifrankenland im Steigerwald im Dekanat Ansbach des Erzbistums Bamberg. Kirchenpatron ist der Hl. Sebastian.

## Beschreibung
1866 wurde nach dem Abriss des baufälligen Vorgängerbaus die Saalkirche neu gebaut und 14. Januar 1867 eingeweiht. Das Langhaus wurde nach Osten verlängert, mit einem dreiseitigen Schluss versehen und nach Norden erweitert. Aus dem Satteldach des Langhauses erhebt sich im Osten ein sechseckiger, schiefergedeckter, mit einem Knickhelm bedeckter Dachreiter, der den Glockenstuhl beherbergt. 
Zur Kirchenausstattung gehört der 1938 von Josef Gerngras gebaute Hochaltar, bei dem er einige Teile des frühbarocken Altars verwendete. Das Altarretabel stammt aus Binzwangen.